# La Unión Católica (1887-1899)
La Unión Católica fue un diario español editado entre 1887 y 1899 en Madrid, durante la Restauración. Fue el periódico del ala más conservadora del canovismo.
Separados de La Unión (1882-1887) por desavenencias personales con su propietario, Manuel María de Santa Ana, participaron en la fundación de este nuevo diario Alejandro Pidal y Mon, Damián Isern, el conde de Canga-Argüelles, el conde de Guaqui, Ceferino Suárez Bravo, y los redactores Eugenio Fernández Hidalgo y Santiago Espino, entre otros.
El periódico sería dirigido por Isern, quien hasta entonces había sido el director de La Unión. Otros de sus redactores fueron Juan Antonio Almela, José María Bris, Juan Catalina García, Miguel García Romero, Ricardo Fernández y Rodríguez, Felipe Canga-Argüelles, Vicente Santero, José Sánchez Morate, José Menéndez, Ramón García Rodrigo y Nocedal y Leandro Calvo. También tuvo por colaboradores a Marcelino Menéndez Pelayo, Santiago de Liniers, Joaquín Sánchez Toca, el conde de Orgaz y el marqués de Olivart.
El periódico se opuso al integrismo de El Siglo Futuro y fue combatido también por diarios carlistas como La Fe y El Correo Español.
La Unión Católica fue partidario de Francisco Silvela, quien en 1897, tras el asesinato de Cánovas, se propuso reconstruir el Partido Liberal-Conservador, lo que podría haber originado la desaparición del diario. Tuvo sus oficinas en el número 5 de la madrileña calle de Campomanes.